# Gnidia
- Commons
- Wikispecies

Gnidia L. é um género botânico pertencente à família Thymelaeaceae.

## Sinonímia
| - Arthrosolen C.A. Mey. - Atemnosiphon Leandri - Lasiosiphon Fresen. | - Pseudognidia E. Phillips - Struthiolopsis E. Phillips |

## Espécies
- Gnidia aberrans
- Gnidia acerosa
- Gnidia acutifolia
- «Lista completa»

## Classificação do gênero
| Sistema | Classificação                     | Referência               |
| ------- | --------------------------------- | ------------------------ |
| Linné   | Classe Octandria, ordem Monogynia | Species plantarum (1753) |